# Circuit Charlemagne
Het Circuit Charlemagne is een bewegwijzerde toeristische autoroute in Wallonië, die werd vernoemd naar Karel de Grote. De 156 kilometer lange route is bewegwijzerd met zeshoekige borden. De route loopt langs plekken uit het verhaal van de Vier Heemskinderen, in de streek rond Dinant. De route doorkruist Dinant Hastière-par-delà, Bouvignes-sur-Meuse, Yvoir, Falmignoul.